# East Side Gallery
East Side Gallery i Berlin er en 1.316 meter lang rest af Berlinmuren. Den står i Mühlenstraße i bydelen Friedrichshain-Kreuzberg og løber parallelt med floden Spree mellem Oberbaumbrücke og Berlin Ostbahnhof og er udsmykket af 118 kunstnere fra 21 lande. De 106 motiver, der er malet på den østlige side af muren, relaterer til de politiske forandringer i årene 1989 og 1990.
East Side Gallery er den største og mest kendte rest af Berlinmurens grænseanlæg. Muren på det stykke var dog ikke den egentlige grænse – den udgjordes af Spree – men fungerede som en slags ekstra mur mod Østberlin.
East Side gallery er et open-air galleri og er sandsynligvis verdens største. Det stod færdigt i 1990 og blev fredet året efter. På trods af fredningen blev det i 1996 i offentligheden diskuteret, hvorvidt East Side Gallery skulle have lov at bestå. Det fik kunstnerne til at danne ”Künstlerinitiative East Side Gallery e.V”; en forening som søger at bevare galleriet på sin oprindelige beliggenhed og medvirke til sanering af motiverne.
På grund af bl.a. hærværk og forurening trænger mange af billederne til at blive restaureret. Med hjælp fra den tyske lakindustris organisation lykkedes det for ”Künstlerinitiative East Side Gallery e.V” at restaurere mere end 40 stærkt beskadigede motiver i perioden fra maj til juli 2000. Herefter mangler ca. 1000 meter af muren at blive restaureret.
- Motiv af Kani Alavi
- Motiv af Thierry Noir
- Motiv af Birgit Kinder